# Prunus subg. Prunus
Sous-genre
Prunus subg. Prunus est un sous-genre de plantes à fleurs de la famille des Rosaceae et du genre Prunus. Ce sous-genre inclut des espèces cultivées comme les pruniers, les pêchers et les abricotiers,.

## Sections selon  Shiet al.(2013)
Shi et al. (2013) divisent le sous-genre Prunus en sept sections : sect. Amygdalus, sect. Armeniaca, sect. Emplectocladus, sect. Microcerasus, sect. Persicae, sect. Prunocerasus et sect. Prunus.

### Sect.Emplectocladus
Prunus sect. Emplectocladus (Torr.) A.Gray est le groupe frère de toutes les autres espèces du sous-genre, et parfois traités comme un sous-genre distinct, Prunus subg. Emplectocladus (Torr.) S.C.Mason. Il inclut six espèces américaines,.
- Prunus fasciculata
- Prunus cercocarpifolia
- Prunus eremophila
- Prunus havardii
- Prunus microphylla
- Prunus minutiflora

### Sect.Amygdaluset sect.Persica
Prunus sect. Amygdalus (L.) Benth. & Hook.f. et Prunus sect. Persica (Mill.) Nakai constituent parfois Prunus subg. Amygdalus(L.) Focke. Ensemble, ils forment un clade et P. kansuensis, sont regroupées soit dans la section Amygdalus ou dans la section Persica selon différentes études,.
La section Amygdalus inclut la plupart des espèces d'amandiers de l'Ancien Monde à l'exception de P. mongolica, P. tangutica, P. triloba, P. pedunculata, P. tenella, P. petunnikowii et probablement d'autres espèces apparentées.
Quelques espèces:
- Prunus arabica
- Prunus dulcis - L'Amandier
- Prunus fenzliana
- Prunus spinosissima

La section Persica inclut les espèces de pêchers ainsi que deux espèces que l'on considéraient auparavant être des amandiers (P. mongolica et P. tangutica).
- Prunus davidiana
- Prunus ferganensis
- Prunus kansuensis
- Prunus mira
- Prunus mongolica
- Prunus persica – le Pêcher
- Prunus tangutica

### Sect.Armeniaca
Les espèces de la section Prunus sect. Armeniaca (Scop.) Koch sont des abricotiers, originaires d'Eurasie.
Quelques espèces :
- Prunus armeniaca – l'Abricotier
- Prunus mandshurica
- Prunus mume
- Prunus sibirica

### Sect.Microcerasus
Quelques espèces :
- Prunus glandulosa
- Prunus japonica
- Prunus prostrata
- Prunus pumila
- Prunus tianshanica
- Prunus tomentosa

### Sect.Prunocerasus
Quelques espèces :
- Prunus americana
- Prunus angustifolia
- Prunus maritima
- Prunus mexicana
- Prunus nigra
- Prunus texana

### Sect.Prunus
La section Prunus sect. Prunus inclut les pruniers de l'Ancien Monde.
Quelques espèces :
- Prunus cerasifera
- Prunus domestica
- Prunus salicina
- Prunus simonii
- Prunus spinosa

## Sections additionnelles
Les espèces des sections qui suivent ne sont pas présentes dans les résultats de Shi et al. (2013). De ce fait, leur relation avec les sections proposées par Shi et al. (2013) n'est pas claire.

### Sect.Chamaeamygdalus
La section Prunus sect. Chamaeamygdalus (Spach) Dippel était incluse dans le clade Amygdalus-Persica mais les études phylogénétiques indiquent qu'elle doit en être exclue.
- Prunus tenella
- Prunus petunnikowii

### Sect.Louiseania
La section Prunus sect. Louiseania (Carrière) Yazbek inclut deux ou trois espèces asiatiques.
- Prunus pedunculata
- Prunus triloba
- Prunus ulmifolia

### Sect.Penarmeniaca
Prunus sect. Penarmeniaca S.C.Mason est le groupe frère des pruniers du Nouveau Monde, P. texana et, probablement, de l'espèce de l'Ancien Monde P. tenella.
- Prunus andersonii
- Prunus fremontii